# Сенсе
Сенсе́ (фр. Senneçay) — коммуна во Франции, находится в регионе Центр. Департамент — Шер. Входит в состав кантона Леве. Округ коммуны — Бурж.
Код INSEE коммуны — 18248.
Коммуна расположена приблизительно в 220 км к югу от Парижа, в 115 км южнее Орлеана, в 16 км к югу от Буржа.

## Население
Население коммуны на 2008 год составляло 435 человек.
| 1962 | 1968 | 1975 | 1982 | 1990 | 1999 | 2008 |
| ---- | ---- | ---- | ---- | ---- | ---- | ---- |
| 305  | 328  | 288  | 258  | 347  | 345  | 435  |

## Администрация
| Период | Период | Фамилия        | Партия | Примечания |
| ------ | ------ | -------------- | ------ | ---------- |
| 2001   | 2008   | Октав Петифиль |        |            |
| 2008   | 2014   | Жерар Рузо     |        |            |

## Экономика
В 2007 году среди 300 человек в трудоспособном возрасте (15-64 лет) 238 были экономически активными, 62 — неактивными (показатель активности — 79,3 %, в 1999 году было 76,2 %). Из 238 активных работали 225 человек (124 мужчины и 101 женщина), безработных было 13 (6 мужчин и 7 женщин). Среди 62 неактивных 16 человек были учениками или студентами, 22 — пенсионерами, 24 были неактивными по другим причинам.

## Фотогалерея
- Церковь Сен-Пьер
- Карта коммуны